# Black Tie White Noise
Black Tie White Noise é o 20º álbum de estúdio, lançado pelo cantor britânico David Bowie. Lançado em 1993, foi seu primeiro disco solo da década de 1990, após uma decepcionante experiência em sua banda de hard rock, Tin Machine, e um novo casamento com a Top model Iman Abdulmajid em 1992. Este álbum conta com a participação de Mick Ronson, seu antigo guitarrista da era Ziggy Stardust, que morreria de câncer no mesmo ano de lançamento do disco. Este álbum foi inspirado pelo casamento do próprio cantor, e inclui faixas como "The Wedding" e sua reprise no final do álbum, canções que refletem a ocasião.
O álbum é frequentemente visto como o início de um renascimento artístico de Bowie, cujo entusiasmo criativo e cuja carreira haviam sofrido no fim da década de 1980 após uma série de projetos mal recebidos pela crítica.
O álbum alcançou o n°1 nas paradas britânicas duas semanas após seu lançamento, sendo este seu último n°1 no Reino Unido até The Next Day, de 2013.

## Desenvolvimento do álbum
Bowie se religou a Nile Rodgers em 1991, em Nova York, após um show com sua banda Tin Machine. Bowie trabalhara com Rodgers anteriormente em Let's Dance, de 1983. Bowie afirmou que ele e Rodgers não estavam procurando recriar o sucesso que anteriormente haviam alcançado. "Se Nile e eu quiséssemos fazer um Let's Dance II, tê-lo-íamos feito há anos, quando, talvez, teria feito mais sentido. Trabalhando novamente juntos, evitamos cair nessa armadilha a todo custo." Nile Rodgers concordou, dizendo: "Metade da diversão de trabalhar com David é que você nunca sabe com o que ele vai aparecer." Sobre querer trabalhar novamente juntos, Bowie continuou: "Nós dois basicamente sentíamos falta do mesmo elemento, com o que estava acontecendo com o novo R&B, que hoje é o hip-hop e o house, e sentíamos falta do forte conteúdo melódico que era aparente nos anos 60. Eu queria ver se podíamos estabelecer um novo tipo de forma melódica no house."
Rodger descreveu a atuação de Bowie durante a gravação deste álbum como "muito mais tranquila desta vez do que como ele estava nas sessões de Let's Dance, extremamente mas filosófico e simplesmente num estado mental em que a música dele estava realmente, realmente o fazendo feliz." Rodgers disse que, no geral, o álbum levou "um ano, mais ou menos" para ser gravado, um tempo longo, se comparado às três semanas de Let's Dance.

Bowie tocou muito saxofone no álbum, o que Rodgers viu como um desafio. Ele disse:
Eu acho que David seria o primeiro a admitir que ele não é um saxofonista no sentido tradicional. Quero dizer, você não o chamaria para fazer apresentações. Ele se utiliza de sua atuação como uma ferramenta artística. Ele é um pintor. Ele ouve uma ideia, e ele a usa. Mas ele verdadeiramente sabe aonde está indo, porque ele toca bem a mesma coisa de novo e de novo até que eu diga, 'Bem, acho que ele ouve isso.' É o que você poderia chamar de 'acidentalmente intencional'.
Sobre a gravação do álbum, Bowie disse:
Eu acho que este álbum vem de um lugar emocional muito diferente [dos anteriores]. É a passagem do tempo, que trouxe maturidade e uma boa vontade para renunciar a qualquer controle sobre as minhas emoções, deixando-as fluir um pouco, começar a se relacionar com outras pessoas, o que é algo que vem acontecendo comigo lentamente - e, meu Deus, foi trabalhoso - há uns dez ou doze anos. Sinto-me muito mais livre para poder falar sobre mim mesmo e sobre o que aconteceu comigo, porque fui capaz de encarar tudo isso. Por muitos anos, tudo estava sempre bloqueado. O dia de ontem estava sempre bloqueado. Mas as coisas mudaram. Eu me sinto vivo, no sentido real.
Sobre o título do álbum, Bowie declarou:
O ruído branco ['white noise'], em si, é algo que encontrei pela primeira vez há muitos anos, no sintetizador. Pensei que muito do que é dito e feito pelos brancos é ruído branco. As 'black ties' ['gravatas negras'] são porque, para mim, musicalmente, a coisa que realmente me fez querer ser um músico, querer compor, foi a música negra, música negra americana - Little Richard e John Coltrane na década de 1950. O primeiro artista que meio que realmente descobri foi Little Richard, quando tinha cerca de oito anos. Achei tudo muito animador - o sentimento de agressão que vinha dos arranjos. Era como voar aos céus - com a voz ordinária dele. Foi isso que gerou o meu interesse em música negra americana. Isso me levou ao blues, John Lee Hooker e todos aqueles caras, e por alguns anos e trabalhei com bandas de rhythm and blues, e minha participação nesses grupos formou minhas próprias ligações negras ['black ties'] nessa área da música.

## Desenvolvimento das faixas
Bowie e Iman, recém-casados, haviam chegado a Los Angeles para procurar um novo lar, no dia em que o veredito de Rodney King foi dado, o que foi seguido por um protesto na cidade. Isso inspirou Bowie a escrever a faixa "Black Tie White Noise", que foi gravada com uma qualidade bruta e inconvencional para evitar acabar como "um 'Ebony e Ivory' dos anos 1990." O cantor Al B. Sure! participou dessa faixa. Sobre chegar em Los Angeles com os protestos, Bowie disse:
Foi incrível e entorpecente, e foi a experiência mais apocalíptica que já tive em toda a minha vida. Foi um sentimento de diferenças irreconciliáveis que pareciam ter sido fabricadas na América e como difícil seria reconciliar essas diferenças e curar a ferida, o que é muito necessário.
A faixa "Jump They Say" é uma faixa livremente autobiográfica sobre o meio-irmão de Bowie, Terry, que cometeu suicídio após ser hospitalizado por ter esquizofrenia, nos anos 1980. "Foi a primeira vez em que me senti capaz de falar sobre isso, e, como sempre, quando estou dando o primeiro passo em direção a uma situação, eu falo dela em termos de imagens ilusórias", Bowie disse.
Bowie e Reeves Gabrels haviam anteriormente escrito a faixa "You've Been Around" juntos, quando estavam com a Tin Machine, mas a faixa nunca ficara satisfatória, então Bowie a reviveu quando trabalhava neste álbum. "O que eu gosto nela é o fato de que, na primeira metade da faixa, não há referência harmônica. É só a bateria, e a voz vem do nada, e você não tem certeza se é uma linha melódica ou um zumbido ou qualquer coisa, e há um sentimento realmente sinistro nela de que gosto muito. Mas uma das coisas mais satisfatórias em fazer essa faixa, em particular, foi trabalhar com Reeves, porque tive a chance  - já que era o meu álbum, não da Tin Machine - de mixar Reeves no fundo da canção, e eu sabia que isso indubitavelmente o irritaria, o que de fato aconteceu." Bowie também apreciou a sexualidade da canção, dizendo "É a textura de uma canção, para mim, que quase vem antes do conteúdo lírico. O sexo é o ritmo, e, sendo uma pessoa muito sexual, isso é muito importante para mim, isso me comove."
Bowie se religara a Mick Ronson, em partes, devido à participação de Ronson no álbum Your Arsenal, de Morrissey. Essa canção deixou Bowie tão impressionado que ele gravou um cover "totalmente extravagante" da canção "I Know It's Gonna Happen Someday", uma faixa "bowiesca" daquele álbum. Bowie disse: "É Morrissey me cantando".
Bowie também gravou a faixa "Bring Me the Disco King", que descreveu como "uma faixa depressiva resumindo o triste fim dos anos 1970, com um refrão de Philip Glass tocando pela música." Entretanto, essa faixa acabou não lançada com o álbum e ficou guardada por Bowie até 2003, sendo lançada com o álbum Reality.

Bowie teve uma razão pessoal para gravar uma versão de "I Fell Free", do Cream, que a Rolling Stone chamou, mais tarde, de "um cover selvagem e com funk de uma canção famosa das rádios dos anos 60":
Uma das vezes em que eu realmente saí com o meu meio-irmão, eu o levei para ver um show do Cream em Bromley, e na metade da apresentação - e gosto de pensar que foi durante "I Feel Free" - ele começou a se sentir muito, muito mal... Ele costumava ter muitas visões. E eu me lembro de tê-lo levado para fora do local porque o show estava começando a atingi-lo - ele estava tonto... Ele nunca ouvira algo tão alto; ele era dez anos mais velho que eu e nunca fora a um clube de rock, porque era o jazz que estava em alta quando ele era jovem. [...] De qualquer forma, saímos para a rua, ele caiu no chão e disse que o solo estava se abrindo e havia fogo e outras coisas saindo da calçada, e eu quase conseguia ver também, porque ele explicava muito articuladamente. Então as duas canções ["I Feel Free" e "Jump They Say"] estão próximas, no álbum, por razões muito pessoais.
Bowie, que escrevera três músicas para a cerimônia de seu casamento com Iman, pôs duas delas no álbum: "Pallas Athena" e "The Wedding Song / The Wedding". Compor essas canções foi o que fez Bowie se engajar no álbum. Ele disse:
Compor [músicas para o casamento] me levou a pensar, obviamente, no que significa comprometimento [matrimonial] e em por que eu estava me casando nessa idade, e quais eram as minhas intenções, e se eram honráveis. [Risos.] E o que eu realmente queria da minha vida daqui em diante... Acho que agi como um divisor de águas, escrevendo bastante sobre coisas muito pessoais, reunindo uma coleção de canções que ilustravam pelo que eu passei nos últimos três ou quatro anos.

## Lançamento do álbum e recepção
| Críticas profissionais | Críticas profissionais |
| Avaliações da crítica  | Avaliações da crítica  |
| Fonte                  | Avaliação              |
| ---------------------- | ---------------------- |
| Allmusic               | [ 7 ]                  |
| Blender                | [ 8 ]                  |
| Robert Christgau       | (B-)                   |
| Rolling Stone          | [ 9 ]                  |
| Chicago Tribune        | [ 10 ]                 |
| BBC (2011)             | (positiva)             |
| Los Angeles Times      | [ 12 ]                 |
| Entertainment Weekly   | (D)                    |

Em entrevistas dadas antes do lançamento do álbum, Bowie estava especialmente recatado, recusando-se a divulgar o título do álbum e das faixas que estava gravando, dizendo "estou tão orgulhoso deste disco. Arriscando ser prepotente, não acho que atingi esse nível antes, como compositor e músico."
Resenhas do álbum foram geralmente positivas, com o crítico chamando o álbum de "provavelmente seu melhor disco desde Scary Monsters". A Rolling Stone chamou o álbum de "um dos discos mais inteligentes de uma carreira muito inteligente" e chamou a boa recepção da crítica e a adulação pública do álbum de "um dos grandes truques à maneira de Houdini na história do Rock & Roll." Numa resenha de 2011, a BBC creditou a superioridade do álbum (em relação aos seus antecessores) à qualidade da produção e à "imensa confiança de Bowie".
A Entertainment Weekly achou o álbum majoritariamente "apático" e "cansado", com duas exceções: a "sonhadora" "Miracle Goodnight" e a "graciosa" "I Know It's Gonna Happen Someday". Robert Christgau, escrevendo para a The Village Voice, disse que a música era "a mais interessante" de Bowie por causa da sua batida dançante e texturas eletrônicas, mas reagiu negativamente às letras de Bowie sobre relações étnicas.
O álbum alcançou a primeira posição nas paradas britânicas com singles como "Jump They Say" e "Miracle Goodnight". Porém, até relançamentos posteriores nos anos 1990, o álbum foi extremamente difícil de se achar, devido à repentina falência da Savage Records, que havia lançado o álbum.
Bowie intencionalmente não fez uma turnê para promover o álbum, dizendo "Por Deus, não. Eu gostaria de [fazer uma turnê], mas leva muito tempo. [...] Acho que perdi muito da minha vida ao fazer esse tipo de coisa." Bowie sairia em turnê novamente em 1995, com a Outside Tour.

## Conceito original da capa do álbum
Em março de 2016, a sessão de fotos para o álbum, do fotógrafo Nick Knight, foi revelada: um retrato simples do rosto de Bowie seria espelhado a partir do meio, com os lados direitos do rosto formando a capa frontal e os lados esquerdos a contracapa. O resultado seria "uma visão levemente estranha perturbadora, fazendo com que a pessoa sentisse que algo não estava exatamente certo." Esse conceito foi abandonado, e outra foto da mesma sessão foi usada na capa.

## Legado do álbum
Após a má recepção dos álbuns Tonight (1984) e Never Let Me Down (1987), e da Glass Spider Tour (1987), a posição de Bowie em relação à crítica estava indo mal. Este álbum, ao lado da Sound+Vision Tour (1990) e da participação de Bowie na Tin Machine, marcou o início da sua ressurreição comercial e melhora da posição crítica, tendo a BBC chamado o álbum de uma forma "perfeita" para começar a "próxima fase" da sua carreira.
Foi sugerido por críticos que o nome de Bowie, mais do que a música do álbum, foi o que impediu um maior sucesso comercial do álbum; para provar isso, em 1993, foram lançados remixes anônimos da faixa "Pallas Athena" em discotecas americanas, e acabaram se tornando grandes sucessos.
Após finalizar o álbum, Bowie disse que planejava tomar algum tempo para ficar com sua mulher e voltar ao estúdio com a Tin Machine para um novo álbum em 1993, mas o projeto da Tin Machine não ocorreu e seu próximo trabalho seria a trilha sonora The Buddha of Suburbia, como artista solo.

## Faixas

### Versão em CD
| N.º            | Título                                                | Duração |  |
| 1.             | "The Wedding"                                         | 5:04    |  |
| 2.             | "You've Been Around"                                  | 4:45    |  |
| 3.             | "I Feel Free" (participação de Mick Ronson)           | 4:52    |  |
| 4.             | "Black Tie White Noise" (participação de Al B. Sure!) | 4:52    |  |
| 5.             | "Jump They Say"                                       | 4:22    |  |
| 6.             | "Nite Flights"                                        | 4:30    |  |
| 7.             | "Pallas Athena"                                       | 4:40    |  |
| 8.             | "Miracle Goodnight"                                   | 4:14    |  |
| 9.             | "Don't Let Me Down & Down"                            | 4:55    |  |
| 10.            | "Looking for Lester"                                  | 5:36    |  |
| 11.            | "I Know It's Gonna Happen Someday"                    | 4:14    |  |
| 12.            | "The Wedding Song"                                    | 4:29    |  |
| Duração total: | Duração total:                                        | 56:33   |  |

### Versão em LP
| Lado A |                         |         |  |
| N.º    | Título                  | Duração |  |
| 1.     | "You've Been Around"    | 4:45    |  |
| 2.     | "I Feel Free"           | 4:52    |  |
| 3.     | "Black Tie White Noise" | 4:52    |  |
| 4.     | "Jump They Say"         | 4:22    |  |
| 5.     | "Nite Flights"          | 4:30    |  |

| Lado B         |                                    |         |  |
| N.º            | Título                             | Duração |  |
| 1.             | "Miracle Goodnight"                | 4:14    |  |
| 2.             | "Don't Let Me Down & Down"         | 4:55    |  |
| 3.             | "Pallas Athena"                    | 4:40    |  |
| 4.             | "I Know It's Gonna Happen Someday" | 4:14    |  |
| 5.             | "The Wedding Song"                 | 4:29    |  |
| Duração total: | Duração total:                     | 45:53   |  |

### Faixas bônus em algumas versões
1. 13. "Jump They Say" (Alternate mix) – 3:58

- Mesma versão de  "JAE-E edit" do single americano.
- Este mix não está incluído na edição de 10 º aniversário.

1. 14. "Lucy Can't Dance" – 5:45

- A versão japonesa apresentou o remix "Don't Stop Praying" de "Pallas Athena", como uma faixa bônus adicional.